# 马革顺
马革顺（1914年—2015年12月19日），字应人，男，陕西乾县人，中国指挥家、音乐教育家，曾任中国音乐家协会理事。1914年12月27日，马革顺出生于南京一个基督教徒家庭，父亲马兆瑞是一名牧师，所以马革顺从小就沉浸于教会诗班的赞美声中。童年的经历为他奠定了音乐之路的基础。1933年，高中毕业的马革顺，顺利通过了南京中央大学音乐系的考试，开始接受系统的的音乐教育。1937年马革顺大学毕业获学士学位，此时抗战爆发，民族危亡，父亲带着全家转移至西安，马革顺先后任教于几所中学和西北音乐学院。受西安抗敌后援会的邀请，马革顺投入到民间合唱工作中。作为一名热血青年，看到国土沦丧，他同许多人一起走上街头宣传抗日，他指挥学生演唱抗日救亡歌，同时还创作了一些反映抗战的歌曲，用音乐服务民族抗战。历史纪录片中，曾有马革顺在街头指挥青年演唱抗日救亡歌曲的镜头。抗战胜利后，马革顺举家返回上海，1947赴美求学，先后就读于维斯铭士德合唱音乐学院、西南音乐学院研究院。学成回国后，任教于华东师范大学、上海音乐学院等，历任中国音乐家协会理事、中国合唱协会顾问、上海音乐学院艺术委员会委员、上海音乐家协会常务理事、美国合唱指挥家协会终身会员等，是首届中国音乐金钟奖“终身荣誉奖”获得者。2015年12月19日6时，逝世于上海华山医院，享年101岁。